# شهرستان برادلی (تنسی)
شهرستان برادلی، تنسی (به انگلیسی: Bradley County, Tennessee) یک سکونتگاه مسکونی در ایالات متحده آمریکا است که در تنسی واقع شده‌است.

## خصوصیات
شهرستان برادلی ۸۵۹ کیلومترمربع مساحت دارد.